# سفارة الجزائر في النرويج
سفارة الجزائر في النرويج هي أرفع تمثيل دبلوماسي لدولة الجزائر لدى النرويج. تقع السفارة في وهي تهدف لتعزيز المصالح الجزائرية في النرويج.

## وصلات خارجية
- قائمة سفارات الجزائر
- قائمة السفارات في النرويج